# Sistema de captació d'aigua de pluges

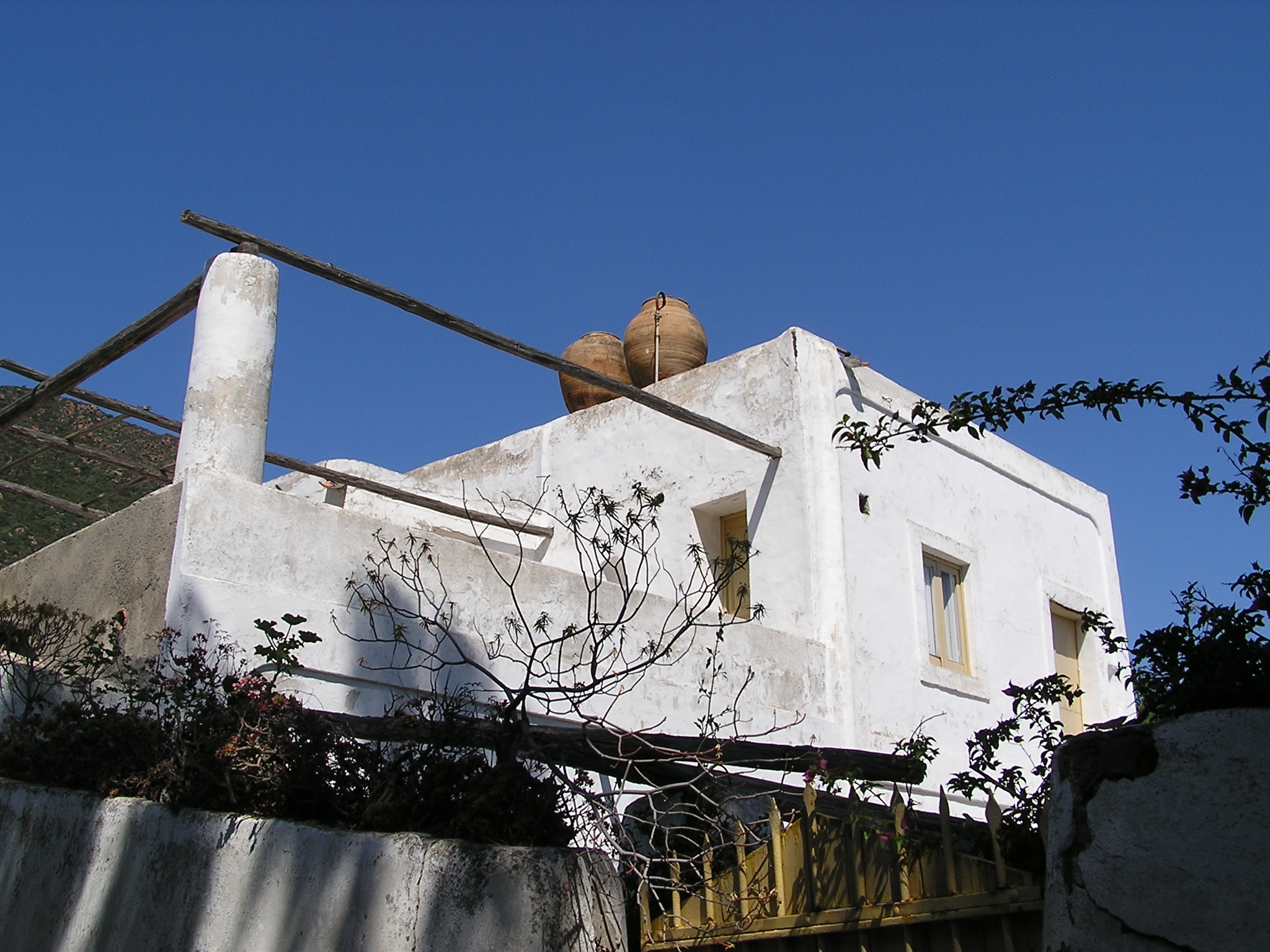
Casa eoliana. En el sostre, dos tenalles de recollida d'aigua de pluja.

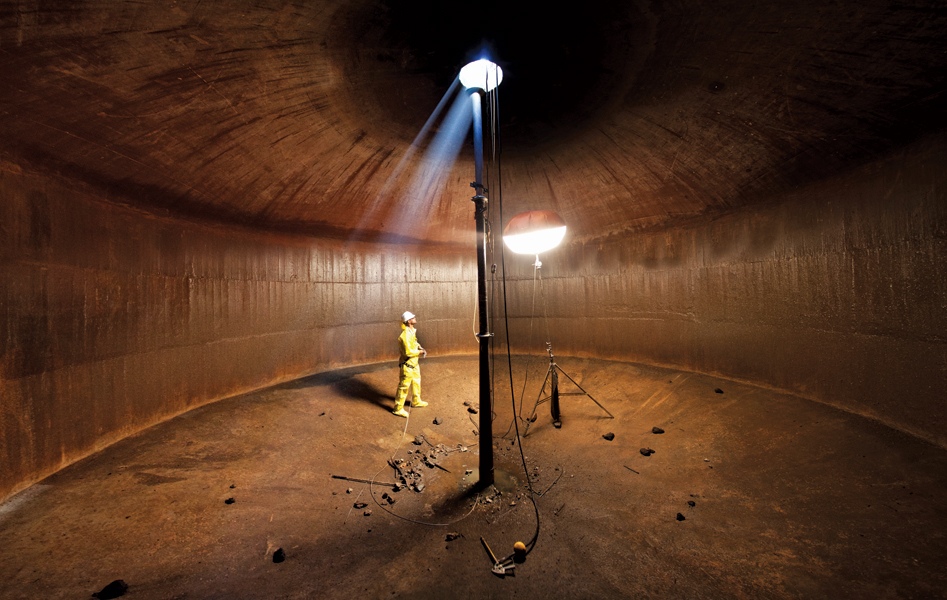
Macro cisterna a Mission District, San Francisco, Califòrnia.

Un sistema de captació d'aigua de pluja és qualsevol tipus d'enginy per a la recol·lecció i l'emmagatzematge d'aigua de pluja, i la viabilitat tècnica de la qual i econòmica depèn de la pluviositat de la zona de captació i de l'ús que se li doni a l'aigua recollida.
En llocs on les aigües superficials o subterrànies disponibles estan fora dels límits establerts per considerar-les potables (especialment si contenen metalls pesants com el plom, mercuri, crom o altres substàncies nocives per a la salut), es pot recórrer a la captació d'aigua de pluja per al consum restringit, és a dir per beure i per cuinar aliments. En general es considera que les necessitats per a aquestes finalitats es limita a 4 a 6 litres per habitant i per dia, mentre que el consum total d'aigua és molt superior arribant fins i tot a superar els cent litres per habitant i per dia.

## Prefactibilitat
{\displaystyle P_{disp}={\frac {V_{req}}{AC}}}
On:
{\displaystyle P_{disp}}: Pluviometria mitjana anual mesurada a la zona on es pretén implementar la captació d'aigua de pluja.
{\displaystyle V_{req}}: Volum requerit.
{\displaystyle AC}: Àrea de captació necessària.
En altres paraules, l'àrea de captació necessària serà:
{\displaystyle AC={\frac {V_{req}}{P_{disp}}}}

## Tipologia al llarg de la història

### Aljubs en l'Imperi Romà
En l'antiguitat, als territoris de l'Imperi Romà on el clima era semiàrid, com en la península Ibèrica i la península Itàlica, es van construir grans dipòsits subterranis on l'aigua de pluja s'anava emmagatzemant per al seu posterior consum, sigui humà o agrícola. Moltes d'aquestes grans obres hidràuliques continuen apareixent i mostrant les tècniques de l'enginyeria romana, que havia substituït la pedra arenisca utilitzada pels grecs per roca calcària.

### A Gibraltar

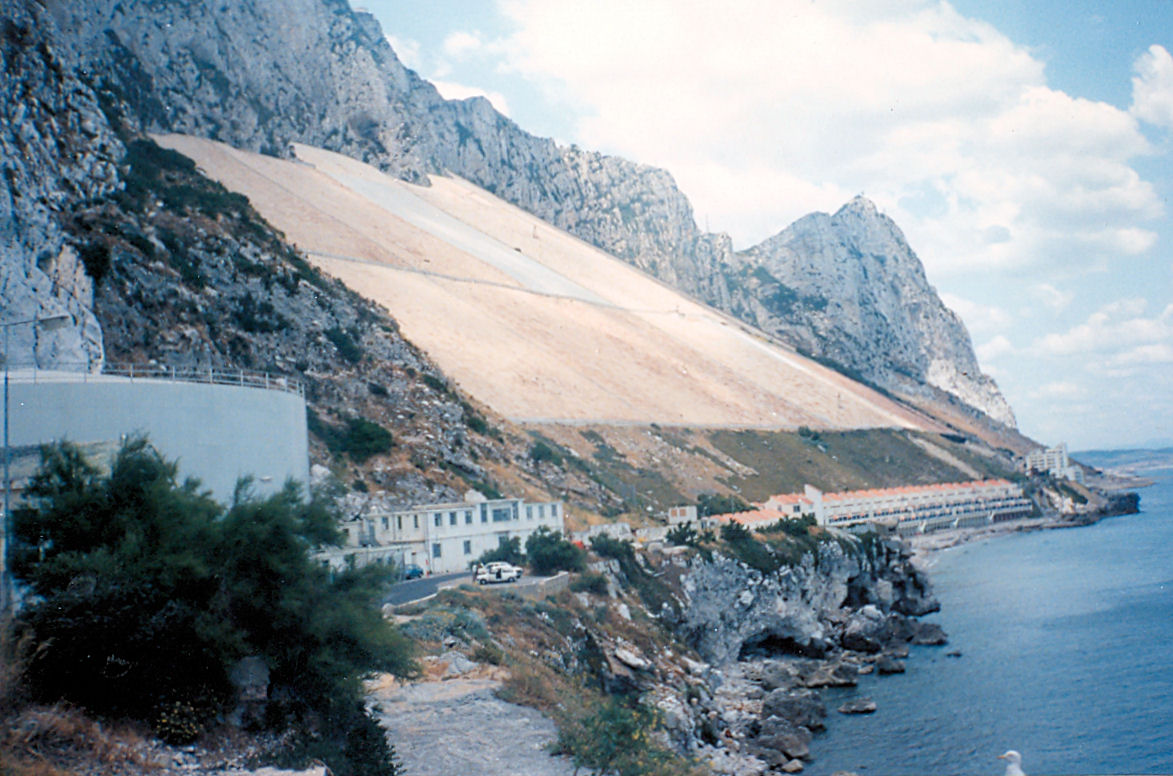
Sistema de captació d'aigua de pluja a Gibraltar.

Les planxes que cobreixen un tram del pendent oriental del Penyal, lloc especialment castigat per les pluges, van constituir el sistema per aconseguir aigua potable, ja que Gibraltar manca de rius o deus pròpies; l'aigua de pluja era canalitzada des d'allí cap a uns enormes dipòsits enterrats. Aquest sistema, encara que efectiu, va arribar a resultar insuficient, per la qual cosa actualment la major part de l'aigua per a consum humà s'obté per mitjà de la dessalinització d'aigua de mar.

### En la Ciutat de Mèxic

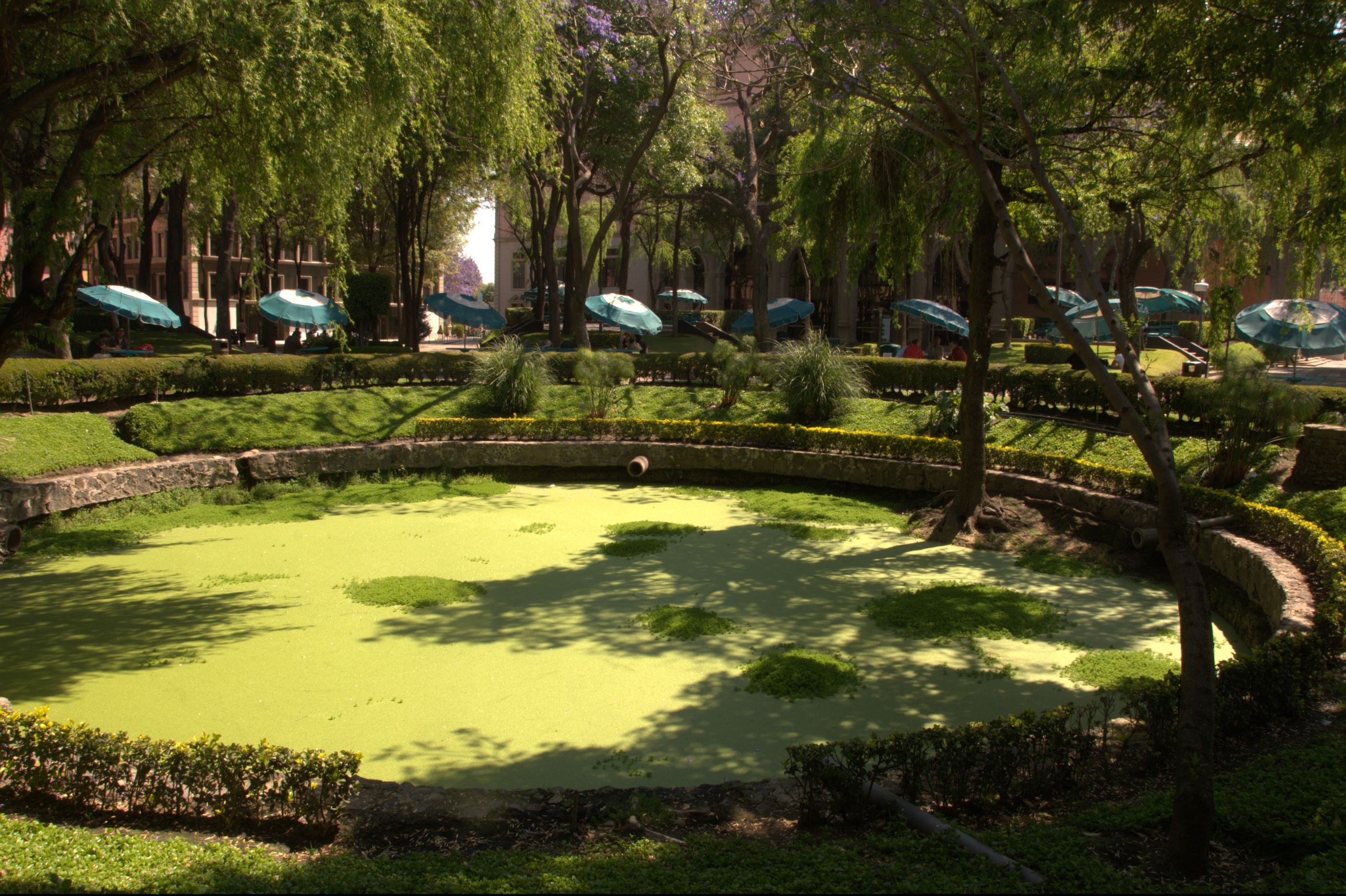
Pou artificial per captar aigua de pluja i emmagatzemar-la, de l'Institut Tecnològic i d'Estudis Superiors de Monterrey, Campus Ciutat de Mèxic.

El que es recol·lecta de l'aigua de pluja pot ajudar a les llars a ser autosuficients en zones en les quals no hi ha connexió a les xarxes municipals, o inclusivament per contribuir a l'estalvi i disminuir la demanda sobre el subministrament públic, a més que protegeix el flux dels rius o les aigües subterrànies, ja que disminueix la necessitat d'extreure-la de fonts naturals.
Al segle xxi, en la Ciutat de Mèxic, on la infraestructura per portar l'aigua potable a tota la població no és suficient, a causa del difícil accés als assentaments poblacionals, conjuminat a l'escassetat a causa que és on es concentra la major part de població al país, la cultura de la captació d'aigua de pluja ha començat a ser una solució real per als seus habitants, on gràcies a aquest mètode compten amb aigua durant la temporada pluvial, que és de gairebé sis mesos a l'any.